# Dagzê
Dagzê (chữ Tạng: སྟག་རྩེ་རྫོང་; Wylie: Stag-rtse rdzong; tiếng Trung: 达孜区; bính âm: Dázī Qu, Hán Việt: Đạt Tư khu) là một quận của địa cấp thị Lhasa, khu tự trị Tây Tạng, Trung Quốc

### Trấn
- Đức Khánh (德庆镇)

### Hương
- Tháp Cát (塔吉乡)
- Chương Đa (章多乡)
- Đường Dát (塘嘎乡)
- Tuyết (雪乡)
- Bang Đôi (帮堆乡)